# سردار خدای‌بردی‌اف
سردار خدای‌بردی‌اف (ترکمنی: Serdar Hudaýberdiýew؛ زادهٔ ۱ نوامبر ۱۹۸۶) بوکسور اهل ترکمنستان است.